# Liesel Hartenstein
Liesel Hartenstein, geborene Rössler (* 20. September 1928 in Steinehaig; † 12. Februar 2013 in Echterdingen) war eine deutsche Politikerin.

## Leben
Nach dem Besuch der Volksschule in Oberspeltach in den Jahren von 1935 bis 1942 besuchte sie die Aufbauschulen in Markgröningen und Saulgau, dann das Mädchengymnasium in Schwäbisch Hall, dort Abitur im Jahr 1949. In den Jahren von 1949 bis 1958 studierte sie Germanistik, Französisch, Geschichte/Kunstgeschichte und Philosophie an der Universität Tübingen. Dort wurde sie im Jahr 1958 zum Dr. phil. promoviert. Danach arbeitete sie als freie Journalistin für verschiedene Zeitungen und Zeitschriften sowie für den Süddeutschen Rundfunk. Von 1964 bis 1976 unterrichtete sie Deutsch und Französisch am evangelischen Mörike-Gymnasium in Stuttgart.
Im Jahr 1967 wurde Liesel Hartenstein Gründungsmitglied der „Bürgerinitiative gegen den geplanten Großflughafen Stuttgart“, heute Schutzgemeinschaft Filder. Dort war sie bis 1994 rund 25 Jahre die Vorsitzende. 1968 wurde sie als erste Frau in den Gemeinderat ihres Wohnorts Echterdingen/Filder gewählt. Von 1971 bis 1973 war sie ein Mitglied im Kreistag Esslingen. Von 1976 bis 1983 war sie Mitglied des Kuratoriums der Bundeszentrale für politische Bildung. Im Jahr 1971 wurde Liesel Hartenstein in den SPD-Kreisvorstand Esslingen gewählt, ab 1975 stellvertretende Kreisvorsitzende und Mitglied im SPD-Landesvorstand Baden-Württemberg, ab 1973 gehörte sie dem Landesvorstand der Arbeitsgemeinschaft sozialdemokratischer Frauen (AsF) an und war dort die stellvertretende Landesvorsitzende.
Im Jahr 1976 erfolgte die Wahl in den Deutschen Bundestag für die SPD, Wahlkreis Calw-Freudenstadt. Sie war ein Mitglied in Bundestagsausschüssen u. a. „Ernährung-Landwirtschaft-Forsten“, „Umwelt-Naturschutz-Reaktorsicherheit“ (Stv. Vorsitz). Seit dem Jahr 1983 wirkte sie im Vorstand der SPD-Bundestagsfraktion, danach seit dem Jahr 1980 als Vorsitzende der Arbeitsgruppe Umweltpolitik der Bundestagsfraktion. In den Jahren von 1987 bis 1994 war sie stellvertretende Vorsitzende der Enquete-Kommission „Schutz der Erdatmosphäre“ und nahm an zahlreichen internationalen Klimaschutz-Konferenzen teil. Liesel Hartenstein war als Mitglied in einer Vielzahl von Institutionen und Verbänden aus dem Bereich Umwelt und Naturschutz tätig. Im Jahr 1998 erfolgte der Abschied aus dem Bundestag. Danach war sie weiter im Umweltschutz aktiv.
Sie war mit dem Verleger Eberhard Hartenstein verheiratet, lebte in Echterdingen und hatte zwei Kinder.

## Auszeichnungen
- 1987: Bundesverdienstkreuz 1. Klasse
- 2003: Willy-Brandt-Medaille
- 2004: Hugo-Conwentz-Medaille des Bundesverbands Beruflicher Naturschutz
- 2010: Ehrennadel des Landesnaturschutzverbandes Baden-Württemberg
- 2012: Bürgermedaille der Stadt Leinfelden-Echterdingen.

## Veröffentlichungen
- Idee und Funktion des Theaters in „Wilhelm Meisters theatralische Sendung“. Tübingen 1959 (Tübingen, Universität, phil. Dissertation vom 10. Juni 1959, (maschinschriftlich)).
- Historischer Teil. In: Geschriebenes zu kleiden. Die Aufgabe des Buchbinders zu allen Zeiten. Festschrift zum 75jährigen Bestehen des Hauses. = 75 Jahre Sigloch Bucheinband. Sigloch, Stuttgart 1959.
- als Herausgeberin: Facsimile-Querschnitt durch den Kladderadatsch (= Facsimile-Querschnitte durch alte Zeitungen und Zeitschriften. Bd. 5, ZDB-ID 532163-3). Scherz, München, u. a. 1965.
- mit Ralf Schmidt: Planet ohne Wälder? Plädoyer für eine neue Waldpolitik. Economica-Verlag, Bonn 1996, ISBN 3-87081-335-0.
- als Herausgeberin mit Hermann Priebe und Ulrich Köpke: Braucht Europa seine Bauern noch? Über die Zukunft der Landwirtschaft. Nomos-Verlags-Gesellschaft, Baden-Baden 1997, ISBN 3-7890-4676-0.

## Archivalien
- Depositum: Archiv der Sozialen Demokratie der Friedrich-Ebert-Stiftung